# Chlorocala suturalis
Chlorocala suturalis är en skalbaggsart som beskrevs av Fabricius 1775. Chlorocala suturalis ingår i släktet Chlorocala och familjen Cetoniidae. Utöver nominatformen finns också underarten C. s. discrepans.